# Is'hoqxon Ibrat
Is'hoqxon Toʻra Joʻnaydullo xoʻja oʻgʻli, Pseudonym Ibrat (kyrillisch Исҳоқхон Ибрат; russisch Исхак-хан Ибрат Ischak-chan Ibrat; * 1862; † vermutlich 1937), war ein usbekischer Vertreter des zentralasiatischen Dschadidismus und ein Schriftsteller aus dem Ferghanatal.

## Biographie
Ibrat war gemeinsam mit Siddiqiy Ajziy einer der ersten und ältesten Vertreter der Reformbewegung. Wie auch Mahmudxoʻja Behbudiy kam er aus einer gut situierten Familie; seine Ausbildung erhielt er unter anderem, von 1878 bis 1886, an einer Medrese in Qoʻqon. In seiner Herkunftsstadt Toʻraqoʻrgʻon eröffnete er eine Schule der „neuen Methode“ nach dschadidistischem Muster. Zwischen 1887 und 1892 bereiste der polyglotte Ibrat auf seinem Haddsch Arabien, den Iran, Afghanistan, Indien und das chinesische Turkestan.
Nach seiner Rückkehr begann Ibrat zu schreiben, seine Werke, darunter ein sechssprachiges Lexikon und ein Kompendium über die Schriften der Welt, veröffentlichte er über seinen eigenen Verlag. 1908 erwarb er eine Druckerpresse, die er vor allem dazu nutzte, die Nachricht des Dschadidismus zu verbreiten. Zwischen 1908 und 1917 fungierte er in Toʻraqoʻrgʻon als Qādī.
Während der Sowjetzeit war er mit pädagogischen Aufträgen betraut. In den Repressionswirren des Jahres 1937 verliert sich seine Spur.

## Aussagen
In Mezon uz-zamon (Mīzān az-Zamān), ein vermutlich kurz nach der Oktoberrevolution 1917 verfasstes Traktat, spricht Ibrat davon, dass nun im Gegensatz zu früher gebildete Menschen die muslimische Gesellschaft zum Fortschritt und zu einer Verbesserung führen. Er ermutigte die Bevölkerung sich mit der modernen Wissenschaft auseinanderzusetzen, sprach sich für die technische Neuerungen aus, die mit den Russen nach Turkestan kamen, und forderte, mehr Schulen der „neuen Methode“ zu errichten.